# Lista di asteroidi (739001-740000)
Di seguito una lista di asteroidi dal numero 739001  al 740000 con data di scoperta e scopritore.

## 739001–739100
| Nome   | Designazione provvisoria | Data di scoperta  | Scopritore                |
| ------ | ------------------------ | ----------------- | ------------------------- |
| 739001 | 2017 DG117               | 19 novembre 2009  | Mount Lemmon Survey       |
| 739002 | 2017 DW117               | 30 settembre 2014 | CSS                       |
| 739003 | 2017 DG118               | 19 novembre 2009  | Mount Lemmon Survey       |
| 739004 | 2017 DV118               | 6 ottobre 2011    | CSS                       |
| 739005 | 2017 DE120               | 22 marzo 2012     | Mount Lemmon Survey       |
| 739006 | 2017 DS120               | 27 agosto 2014    | Pan-STARRS                |
| 739007 | 2017 DD123               | 17 settembre 2009 | Spacewatch                |
| 739008 | 2017 DP130               | 21 febbraio 2017  | Mount Lemmon Survey       |
| 739009 | 2017 DT130               | 22 febbraio 2017  | Pan-STARRS                |
| 739010 | 2017 DG132               | 22 febbraio 2017  | Mount Lemmon Survey       |
| 739011 | 2017 DU141               | 2 febbraio 2017   | Pan-STARRS                |
| 739012 | 2017 DB147               | 12 aprile 2012    | Pan-STARRS                |
| 739013 | 2017 DC155               | 24 febbraio 2017  | Pan-STARRS                |
| 739014 | 2017 EV7                 | 14 novembre 2010  | Mount Lemmon Survey       |
| 739015 | 2017 EZ8                 | 28 settembre 2009 | Spacewatch                |
| 739016 | 2017 EA9                 | 2 ottobre 2015    | Mount Lemmon Survey       |
| 739017 | 2017 EG10                | 27 aprile 2012    | Mount Lemmon Survey       |
| 739018 | 2017 EL10                | 13 gennaio 2005   | Spacewatch                |
| 739019 | 2017 ED11                | 11 dicembre 1998  | Spacewatch                |
| 739020 | 2017 ED12                | 4 marzo 2017      | Mount Lemmon Survey       |
| 739021 | 2017 EX12                | 24 febbraio 2006  | Spacewatch                |
| 739022 | 2017 EX13                | 25 gennaio 2012   | Pan-STARRS                |
| 739023 | 2017 ES14                | 19 luglio 2010    | WISE                      |
| 739024 | 2017 EW14                | 20 gennaio 2001   | Spacewatch                |
| 739025 | 2017 EY14                | 24 luglio 2015    | Pan-STARRS                |
| 739026 | 2017 EA15                | 21 gennaio 2010   | WISE                      |
| 739027 | 2017 ET15                | 21 febbraio 2010  | WISE                      |
| 739028 | 2017 EW16                | 4 marzo 2006      | Spacewatch                |
| 739029 | 2017 ED17                | 30 aprile 2003    | Spacewatch                |
| 739030 | 2017 EG17                | 11 marzo 2008     | Mount Lemmon Survey       |
| 739031 | 2017 EZ17                | 28 febbraio 2012  | Pan-STARRS                |
| 739032 | 2017 EK19                | 12 settembre 2015 | Pan-STARRS                |
| 739033 | 2017 ET19                | 4 luglio 2013     | Pan-STARRS                |
| 739034 | 2017 EK20                | 14 aprile 2007    | Spacewatch                |
| 739035 | 2017 EU20                | 20 febbraio 2009  | Mount Lemmon Survey       |
| 739036 | 2017 EY21                | 2 febbraio 2010   | WISE                      |
| 739037 | 2017 EF22                | 1 marzo 2010      | WISE                      |
| 739038 | 2017 EL22                | 2 ottobre 1997    | ODAS                      |
| 739039 | 2017 EY22                | 17 giugno 2007    | Spacewatch                |
| 739040 | 2017 EY23                | 28 agosto 2014    | Pan-STARRS                |
| 739041 | 2017 EX24                | 30 marzo 2011     | Mount Lemmon Survey       |
| 739042 | 2017 EV28                | 7 marzo 2017      | Pan-STARRS                |
| 739043 | 2017 EJ31                | 5 marzo 2017      | Pan-STARRS                |
| 739044 | 2017 FP3                 | 10 ottobre 2015   | Pan-STARRS                |
| 739045 | 2017 FX3                 | 21 settembre 2003 | Spacewatch                |
| 739046 | 2017 FG5                 | 9 aprile 2010     | Mount Lemmon Survey       |
| 739047 | 2017 FU5                 | 13 marzo 2010     | CSS                       |
| 739048 | 2017 FA7                 | 26 settembre 2006 | Mount Lemmon Survey       |
| 739049 | 2017 FW7                 | 21 febbraio 2017  | Pan-STARRS                |
| 739050 | 2017 FM9                 | 11 gennaio 2011   | Mount Lemmon Survey       |
| 739051 | 2017 FC10                | 6 dicembre 2005   | Mount Lemmon Survey       |
| 739052 | 2017 FD10                | 25 marzo 2007     | Mount Lemmon Survey       |
| 739053 | 2017 FL10                | 6 dicembre 2015   | Mount Lemmon Survey       |
| 739054 | 2017 FV13                | 12 aprile 2010    | WISE                      |
| 739055 | 2017 FB14                | 29 marzo 2012     | Pan-STARRS                |
| 739056 | 2017 FO14                | 7 febbraio 2011   | Mount Lemmon Survey       |
| 739057 | 2017 FS15                | 26 gennaio 2011   | Mount Lemmon Survey       |
| 739058 | 2017 FT16                | 26 gennaio 2006   | Mount Lemmon Survey       |
| 739059 | 2017 FT19                | 1 aprile 2012     | Mount Lemmon Survey       |
| 739060 | 2017 FW19                | 12 novembre 2001  | SDSS Collaboration        |
| 739061 | 2017 FM24                | 20 febbraio 2010  | WISE                      |
| 739062 | 2017 FH25                | 26 aprile 2006    | Spacewatch                |
| 739063 | 2017 FJ25                | 31 marzo 2008     | Mount Lemmon Survey       |
| 739064 | 2017 FR26                | 27 giugno 2014    | Pan-STARRS                |
| 739065 | 2017 FT26                | 12 marzo 2011     | Mount Lemmon Survey       |
| 739066 | 2017 FS27                | 12 dicembre 2006  | Spacewatch                |
| 739067 | 2017 FN28                | 3 marzo 2010      | WISE                      |
| 739068 | 2017 FY28                | 26 gennaio 2006   | Spacewatch                |
| 739069 | 2017 FD29                | 15 aprile 2013    | Pan-STARRS                |
| 739070 | 2017 FT30                | 21 febbraio 2017  | Pan-STARRS                |
| 739071 | 2017 FD31                | 3 aprile 2008     | Mount Lemmon Survey       |
| 739072 | 2017 FA32                | 6 gennaio 2008    | Osservatorio di Mauna Kea |
| 739073 | 2017 FL33                | 22 ottobre 2014   | Mount Lemmon Survey       |
| 739074 | 2017 FN33                | 24 settembre 2008 | Spacewatch                |
| 739075 | 2017 FX36                | 9 febbraio 2005   | A. Boattini               |
| 739076 | 2017 FO38                | 12 novembre 2015  | Mount Lemmon Survey       |
| 739077 | 2017 FL39                | 14 marzo 2007     | Spacewatch                |
| 739078 | 2017 FO41                | 25 marzo 2010     | Spacewatch                |
| 739079 | 2017 FG42                | 19 ottobre 2003   | SDSS Collaboration        |
| 739080 | 2017 FY42                | 17 novembre 2004  | CINEOS                    |
| 739081 | 2017 FB43                | 11 gennaio 2011   | Mount Lemmon Survey       |
| 739082 | 2017 FD43                | 18 febbraio 2010  | WISE                      |
| 739083 | 2017 FO43                | 17 novembre 2006  | Mount Lemmon Survey       |
| 739084 | 2017 FE44                | 12 ottobre 1998   | Spacewatch                |
| 739085 | 2017 FF44                | 12 novembre 2001  | SDSS Collaboration        |
| 739086 | 2017 FH44                | 15 marzo 2012     | Spacewatch                |
| 739087 | 2017 FT45                | 24 febbraio 2012  | R. Ferrando, M. Ferrando  |
| 739088 | 2017 FV45                | 6 novembre 2009   | CSS                       |
| 739089 | 2017 FS46                | 4 gennaio 2006    | Mount Lemmon Survey       |
| 739090 | 2017 FR47                | 8 luglio 2014     | Pan-STARRS                |
| 739091 | 2017 FV48                | 22 febbraio 2017  | Mount Lemmon Survey       |
| 739092 | 2017 FJ50                | 25 marzo 2006     | Mount Lemmon Survey       |
| 739093 | 2017 FL50                | 27 ottobre 2009   | Mount Lemmon Survey       |
| 739094 | 2017 FU50                | 24 ottobre 2009   | Spacewatch                |
| 739095 | 2017 FH52                | 15 maggio 2009    | Mount Lemmon Survey       |
| 739096 | 2017 FL53                | 9 gennaio 2011    | Mount Lemmon Survey       |
| 739097 | 2017 FV55                | 24 febbraio 2017  | Pan-STARRS                |
| 739098 | 2017 FN56                | 11 novembre 2001  | SDSS Collaboration        |
| 739099 | 2017 FJ60                | 24 ottobre 2009   | Spacewatch                |
| 739100 | 2017 FT60                | 14 dicembre 2015  | Pan-STARRS                |

## 739101–739200
| Nome   | Designazione provvisoria | Data di scoperta  | Scopritore                 |
| ------ | ------------------------ | ----------------- | -------------------------- |
| 739101 | 2017 FP65                | 19 marzo 2007     | Mount Lemmon Survey        |
| 739102 | 2017 FQ65                | 18 giugno 2013    | Pan-STARRS                 |
| 739103 | 2017 FB66                | 22 settembre 2014 | Pan-STARRS                 |
| 739104 | 2017 FB68                | 12 luglio 2010    | WISE                       |
| 739105 | 2017 FK69                | 29 settembre 2005 | Mount Lemmon Survey        |
| 739106 | 2017 FN69                | 2 gennaio 2012    | Mount Lemmon Survey        |
| 739107 | 2017 FR69                | 11 marzo 2008     | Mount Lemmon Survey        |
| 739108 | 2017 FZ69                | 28 settembre 2003 | Spacewatch                 |
| 739109 | 2017 FP70                | 11 maggio 2010    | Mount Lemmon Survey        |
| 739110 | 2017 FQ71                | 7 novembre 2005   | Osservatorio di Mauna Kea  |
| 739111 | 2017 FD74                | 12 febbraio 2011  | Mount Lemmon Survey        |
| 739112 | 2017 FO77                | 19 settembre 2003 | Spacewatch                 |
| 739113 | 2017 FF80                | 26 settembre 2003 | SDSS Collaboration         |
| 739114 | 2017 FJ81                | 7 novembre 2007   | Spacewatch                 |
| 739115 | 2017 FX81                | 7 giugno 2013     | Pan-STARRS                 |
| 739116 | 2017 FT82                | 20 aprile 2010    | Spacewatch                 |
| 739117 | 2017 FY82                | 10 novembre 2015  | Mount Lemmon Survey        |
| 739118 | 2017 FK84                | 4 febbraio 2017   | Mount Lemmon Survey        |
| 739119 | 2017 FB85                | 27 aprile 2012    | Mount Lemmon Survey        |
| 739120 | 2017 FA87                | 23 agosto 2014    | Pan-STARRS                 |
| 739121 | 2017 FW87                | 2 febbraio 2006   | Spacewatch                 |
| 739122 | 2017 FQ88                | 28 ottobre 2014   | Pan-STARRS                 |
| 739123 | 2017 FB89                | 17 novembre 2014  | Mount Lemmon Survey        |
| 739124 | 2017 FK92                | 4 maggio 2000     | SDSS Collaboration         |
| 739125 | 2017 FS92                | 10 novembre 2010  | Mount Lemmon Survey        |
| 739126 | 2017 FF93                | 21 novembre 2006  | Mount Lemmon Survey        |
| 739127 | 2017 FJ93                | 30 marzo 2012     | SSS                        |
| 739128 | 2017 FE94                | 27 ottobre 2009   | Mount Lemmon Survey        |
| 739129 | 2017 FP94                | 16 aprile 2007    | SSS                        |
| 739130 | 2017 FQ95                | 2 gennaio 2016    | Mount Lemmon Survey        |
| 739131 | 2017 FY95                | 20 aprile 2012    | Mount Lemmon Survey        |
| 739132 | 2017 FF97                | 15 gennaio 2011   | Mount Lemmon Survey        |
| 739133 | 2017 FR97                | 2 gennaio 2012    | Mount Lemmon Survey        |
| 739134 | 2017 FS99                | 31 agosto 2000    | Spacewatch                 |
| 739135 | 2017 FX99                | 24 settembre 2008 | Mount Lemmon Survey        |
| 739136 | 2017 FO100               | 25 marzo 2017     | Mount Lemmon Survey        |
| 739137 | 2017 FV100               | 14 aprile 2008    | Spacewatch                 |
| 739138 | 2017 FK103               | 26 marzo 2011     | Spacewatch                 |
| 739139 | 2017 FN103               | 16 settembre 2009 | Mount Lemmon Survey        |
| 739140 | 2017 FF104               | 25 febbraio 2011  | Mount Lemmon Survey        |
| 739141 | 2017 FL104               | 5 dicembre 2015   | Pan-STARRS                 |
| 739142 | 2017 FG105               | 28 settembre 2008 | Mount Lemmon Survey        |
| 739143 | 2017 FV105               | 2 febbraio 2017   | Pan-STARRS                 |
| 739144 | 2017 FU107               | 15 gennaio 2011   | Mount Lemmon Survey        |
| 739145 | 2017 FG108               | 8 febbraio 2011   | Mount Lemmon Survey        |
| 739146 | 2017 FW108               | 17 febbraio 2010  | Mount Lemmon Survey        |
| 739147 | 2017 FV110               | 28 luglio 2010    | WISE                       |
| 739148 | 2017 FS112               | 30 gennaio 2006   | Spacewatch                 |
| 739149 | 2017 FG113               | 25 febbraio 2007  | Spacewatch                 |
| 739150 | 2017 FQ113               | 31 agosto 2014    | Mount Lemmon Survey        |
| 739151 | 2017 FY114               | 24 dicembre 2005  | Spacewatch                 |
| 739152 | 2017 FB115               | 31 gennaio 2006   | Spacewatch                 |
| 739153 | 2017 FW116               | 27 agosto 2014    | Pan-STARRS                 |
| 739154 | 2017 FA118               | 1 febbraio 2006   | Spacewatch                 |
| 739155 | 2017 FP118               | 30 gennaio 2017   | Pan-STARRS                 |
| 739156 | 2017 FN119               | 27 aprile 2012    | Pan-STARRS                 |
| 739157 | 2017 FZ119               | 29 marzo 2012     | Pan-STARRS                 |
| 739158 | 2017 FS120               | 14 dicembre 2015  | Mount Lemmon Survey        |
| 739159 | 2017 FT120               | 27 settembre 2009 | Mount Lemmon Survey        |
| 739160 | 2017 FY120               | 22 novembre 2009  | CSS                        |
| 739161 | 2017 FD122               | 18 marzo 2017     | Pan-STARRS                 |
| 739162 | 2017 FR122               | 29 marzo 2012     | Mount Lemmon Survey        |
| 739163 | 2017 FN123               | 9 marzo 2011      | Mount Lemmon Survey        |
| 739164 | 2017 FU123               | 11 marzo 2003     | NEAT                       |
| 739165 | 2017 FZ126               | 23 ottobre 2006   | Mount Lemmon Survey        |
| 739166 | 2017 FH129               | 21 settembre 2003 | Spacewatch                 |
| 739167 | 2017 FQ129               | 27 aprile 2012    | Pan-STARRS                 |
| 739168 | 2017 FL130               | 19 settembre 2014 | Pan-STARRS                 |
| 739169 | 2017 FV131               | 5 novembre 2005   | Mount Lemmon Survey        |
| 739170 | 2017 FH132               | 30 settembre 2009 | Mount Lemmon Survey        |
| 739171 | 2017 FD134               | 25 febbraio 2006  | Spacewatch                 |
| 739172 | 2017 FH138               | 27 agosto 2014    | Pan-STARRS                 |
| 739173 | 2017 FV140               | 17 marzo 2012     | Mount Lemmon Survey        |
| 739174 | 2017 FL141               | 5 novembre 2005   | Spacewatch                 |
| 739175 | 2017 FS141               | 8 gennaio 2011    | Mount Lemmon Survey        |
| 739176 | 2017 FQ142               | 23 novembre 2009  | Mount Lemmon Survey        |
| 739177 | 2017 FV142               | 1 dicembre 2005   | L. H. Wasserman, R. Millis |
| 739178 | 2017 FG143               | 14 gennaio 2011   | Spacewatch                 |
| 739179 | 2017 FJ143               | 2 febbraio 2001   | Spacewatch                 |
| 739180 | 2017 FM143               | 3 marzo 2009      | Spacewatch                 |
| 739181 | 2017 FY143               | 1 ottobre 2005    | Mount Lemmon Survey        |
| 739182 | 2017 FZ143               | 15 ottobre 2009   | Mount Lemmon Survey        |
| 739183 | 2017 FG146               | 17 aprile 2012    | Spacewatch                 |
| 739184 | 2017 FW146               | 13 ottobre 2006   | Spacewatch                 |
| 739185 | 2017 FX146               | 21 febbraio 2012  | Spacewatch                 |
| 739186 | 2017 FQ149               | 28 marzo 2017     | Pan-STARRS                 |
| 739187 | 2017 FJ150               | 6 dicembre 2005   | Spacewatch                 |
| 739188 | 2017 FJ151               | 21 ottobre 2009   | Mount Lemmon Survey        |
| 739189 | 2017 FX151               | 10 febbraio 2010  | WISE                       |
| 739190 | 2017 FS157               | 19 novembre 2003  | Spacewatch                 |
| 739191 | 2017 FD158               | 30 gennaio 2017   | Pan-STARRS                 |
| 739192 | 2017 FH158               | 26 settembre 2003 | SDSS Collaboration         |
| 739193 | 2017 FM159               | 24 aprile 2007    | Spacewatch                 |
| 739194 | 2017 FN159               | 27 luglio 2014    | Pan-STARRS                 |
| 739195 | 2017 FU159               | 12 settembre 2010 | Mount Lemmon Survey        |
| 739196 | 2017 FX159               | 2 ottobre 2014    | Pan-STARRS                 |
| 739197 | 2017 FK173               | 17 novembre 2014  | Pan-STARRS                 |
| 739198 | 2017 FJ174               | 25 marzo 2017     | Mount Lemmon Survey        |
| 739199 | 2017 FL174               | 19 marzo 2017     | Mount Lemmon Survey        |
| 739200 | 2017 FF178               | 21 marzo 2017     | Pan-STARRS                 |

## 739201–739300
| Nome   | Designazione provvisoria | Data di scoperta  | Scopritore             |
| ------ | ------------------------ | ----------------- | ---------------------- |
| 739201 | 2017 FJ180               | 21 marzo 2017     | Pan-STARRS             |
| 739202 | 2017 FX181               | 21 marzo 2017     | Pan-STARRS             |
| 739203 | 2017 FY181               | 19 marzo 2017     | Mount Lemmon Survey    |
| 739204 | 2017 GN1                 | 3 gennaio 2012    | Spacewatch             |
| 739205 | 2017 GD2                 | 21 ottobre 2003   | Spacewatch             |
| 739206 | 2017 GK2                 | 7 dicembre 2005   | Spacewatch             |
| 739207 | 2017 GL2                 | 11 marzo 2007     | Spacewatch             |
| 739208 | 2017 GX3                 | 13 febbraio 2011  | Mount Lemmon Survey    |
| 739209 | 2017 GR7                 | 23 marzo 2017     | Pan-STARRS             |
| 739210 | 2017 GQ10                | 17 novembre 2014  | Pan-STARRS             |
| 739211 | 2017 GF14                | 6 aprile 2017     | Mount Lemmon Survey    |
| 739212 | 2017 GK17                | 6 aprile 2017     | Pan-STARRS             |
| 739213 | 2017 GK19                | 16 marzo 2012     | Spacewatch             |
| 739214 | 2017 GJ26                | 6 aprile 2017     | Pan-STARRS             |
| 739215 | 2017 GE32                | 6 aprile 2017     | Pan-STARRS             |
| 739216 | 2017 HO5                 | 2 marzo 2011      | Mount Lemmon Survey    |
| 739217 | 2017 HQ6                 | 4 gennaio 2016    | Pan-STARRS             |
| 739218 | 2017 HX6                 | 11 novembre 2009  | Spacewatch             |
| 739219 | 2017 HS7                 | 25 ottobre 2005   | Spacewatch             |
| 739220 | 2017 HT7                 | 7 aprile 2008     | Spacewatch             |
| 739221 | 2017 HK8                 | 17 maggio 2012    | Mount Lemmon Survey    |
| 739222 | 2017 HY9                 | 8 novembre 2009   | Spacewatch             |
| 739223 | 2017 HW10                | 27 agosto 2009    | Spacewatch             |
| 739224 | 2017 HL12                | 2 ottobre 2006    | Mount Lemmon Survey    |
| 739225 | 2017 HM13                | 23 settembre 2008 | Mount Lemmon Survey    |
| 739226 | 2017 HZ13                | 13 febbraio 2011  | Mount Lemmon Survey    |
| 739227 | 2017 HJ14                | 27 settembre 2006 | Mount Lemmon Survey    |
| 739228 | 2017 HO14                | 1 aprile 2012     | Mount Lemmon Survey    |
| 739229 | 2017 HF16                | 19 aprile 2017    | Mount Lemmon Survey    |
| 739230 | 2017 HZ16                | 24 aprile 2003    | Spacewatch             |
| 739231 | 2017 HE19                | 11 novembre 2009  | Mount Lemmon Survey    |
| 739232 | 2017 HH19                | 9 febbraio 2010   | Spacewatch             |
| 739233 | 2017 HT19                | 1 aprile 2017     | Pan-STARRS             |
| 739234 | 2017 HJ30                | 10 maggio 2003    | Spacewatch             |
| 739235 | 2017 HK31                | 4 settembre 2000  | Spacewatch             |
| 739236 | 2017 HR33                | 25 ottobre 2014   | Mount Lemmon Survey    |
| 739237 | 2017 HD34                | 28 settembre 2013 | Mount Lemmon Survey    |
| 739238 | 2017 HS34                | 23 agosto 2007    | Spacewatch             |
| 739239 | 2017 HT36                | 2 ottobre 2013    | Mount Lemmon Survey    |
| 739240 | 2017 HH41                | 10 dicembre 2009  | Mount Lemmon Survey    |
| 739241 | 2017 HM41                | 8 ottobre 2008    | Spacewatch             |
| 739242 | 2017 HM42                | 26 novembre 2014  | Pan-STARRS             |
| 739243 | 2017 HZ42                | 19 settembre 2007 | Spacewatch             |
| 739244 | 2017 HZ43                | 24 novembre 2011  | Pan-STARRS             |
| 739245 | 2017 HB44                | 17 dicembre 2012  | V. Nevski, E. S. Romas |
| 739246 | 2017 HT44                | 29 aprile 2000    | LINEAR                 |
| 739247 | 2017 HV44                | 26 ottobre 2008   | Spacewatch             |
| 739248 | 2017 HO45                | 12 marzo 2011     | Mount Lemmon Survey    |
| 739249 | 2017 HW45                | 3 dicembre 2015   | Pan-STARRS             |
| 739250 | 2017 HD48                | 10 dicembre 2014  | Mount Lemmon Survey    |
| 739251 | 2017 HE48                | 21 luglio 2006    | Mount Lemmon Survey    |
| 739252 | 2017 HH51                | 16 ottobre 2009   | Mount Lemmon Survey    |
| 739253 | 2017 HU61                | 17 marzo 2012     | Mount Lemmon Survey    |
| 739254 | 2017 HR70                | 28 aprile 2017    | Pan-STARRS             |
| 739255 | 2017 HD73                | 23 aprile 2017    | Mount Lemmon Survey    |
| 739256 | 2017 HJ74                | 26 aprile 2017    | Pan-STARRS             |
| 739257 | 2017 HS76                | 22 ottobre 2014   | Mount Lemmon Survey    |
| 739258 | 2017 HP79                | 20 aprile 2017    | Pan-STARRS             |
| 739259 | 2017 JA1                 | 14 gennaio 2016   | Pan-STARRS             |
| 739260 | 2017 JM1                 | 29 giugno 1998    | Spacewatch             |
| 739261 | 2017 JW3                 | 27 febbraio 2007  | Spacewatch             |
| 739262 | 2017 JF4                 | 31 gennaio 2003   | Spacewatch             |
| 739263 | 2017 JW4                 | 18 aprile 2010    | WISE                   |
| 739264 | 2017 JF5                 | 14 agosto 2007    | SSS                    |
| 739265 | 2017 JX7                 | 1 maggio 2017     | Mount Lemmon Survey    |
| 739266 | 2017 JK10                | 6 maggio 2017     | Pan-STARRS             |
| 739267 | 2017 KZ                  | 7 novembre 2015   | Mount Lemmon Survey    |
| 739268 | 2017 KF1                 | 20 agosto 2001    | Cerro Tololo Obs.      |
| 739269 | 2017 KA2                 | 7 gennaio 2016    | Pan-STARRS             |
| 739270 | 2017 KQ5                 | 2 gennaio 2016    | Mount Lemmon Survey    |
| 739271 | 2017 KG6                 | 7 novembre 2008   | Mount Lemmon Survey    |
| 739272 | 2017 KK6                 | 20 febbraio 2001  | SDSS Collaboration     |
| 739273 | 2017 KJ7                 | 27 aprile 2017    | Pan-STARRS             |
| 739274 | 2017 KL7                 | 5 febbraio 2016   | Pan-STARRS             |
| 739275 | 2017 KY9                 | 22 novembre 2009  | Spacewatch             |
| 739276 | 2017 KF10                | 26 novembre 2014  | Pan-STARRS             |
| 739277 | 2017 KM14                | 15 aprile 2012    | Pan-STARRS             |
| 739278 | 2017 KZ14                | 13 ottobre 2010   | Mount Lemmon Survey    |
| 739279 | 2017 KL15                | 6 settembre 2008  | Mount Lemmon Survey    |
| 739280 | 2017 KD16                | 29 ottobre 2002   | SDSS Collaboration     |
| 739281 | 2017 KX16                | 11 ottobre 2007   | Spacewatch             |
| 739282 | 2017 KZ16                | 14 ottobre 2014   | Mount Lemmon Survey    |
| 739283 | 2017 KL17                | 18 novembre 2003  | Spacewatch             |
| 739284 | 2017 KU18                | 25 novembre 2009  | Mount Lemmon Survey    |
| 739285 | 2017 KA20                | 10 ottobre 2008   | Mount Lemmon Survey    |
| 739286 | 2017 KC20                | 28 agosto 2014    | Pan-STARRS             |
| 739287 | 2017 KS20                | 5 ottobre 2013    | Mount Lemmon Survey    |
| 739288 | 2017 KU20                | 18 gennaio 2004   | NEAT                   |
| 739289 | 2017 KB21                | 25 ottobre 2008   | Spacewatch             |
| 739290 | 2017 KF21                | 17 gennaio 2015   | Pan-STARRS             |
| 739291 | 2017 KQ21                | 16 dicembre 2004  | Spacewatch             |
| 739292 | 2017 KZ23                | 13 dicembre 2015  | Pan-STARRS             |
| 739293 | 2017 KH24                | 23 ottobre 2008   | Spacewatch             |
| 739294 | 2017 KC26                | 18 dicembre 2012  | M. Ory                 |
| 739295 | 2017 KG26                | 18 luglio 2010    | WISE                   |
| 739296 | 2017 KP28                | 16 marzo 2004     | SSS                    |
| 739297 | 2017 KF33                | 12 agosto 2013    | Pan-STARRS             |
| 739298 | 2017 KL36                | 2 maggio 2006     | Mount Lemmon Survey    |
| 739299 | 2017 KG37                | 6 gennaio 2010    | Mount Lemmon Survey    |
| 739300 | 2017 LR                  | 8 novembre 2007   | CSS                    |

## 739301–739400
| Nome   | Designazione provvisoria | Data di scoperta  | Scopritore                    |
| ------ | ------------------------ | ----------------- | ----------------------------- |
| 739301 | 2017 MZ14                | 25 giugno 2017    | Pan-STARRS                    |
| 739302 | 2017 MZ22                | 8 maggio 2016     | Mount Lemmon Survey           |
| 739303 | 2017 NT                  | 21 settembre 2009 | Spacewatch                    |
| 739304 | 2017 NH5                 | 13 febbraio 2002  | SDSS Collaboration            |
| 739305 | 2017 NU12                | 1 luglio 2017     | Pan-STARRS                    |
| 739306 | 2017 NW27                | 18 gennaio 2015   | Mount Lemmon Survey           |
| 739307 | 2017 OU1                 | 11 novembre 2004  | Spacewatch                    |
| 739308 | 2017 OB2                 | 1 agosto 2000     | LINEAR                        |
| 739309 | 2017 OZ5                 | 19 marzo 2009     | Mount Lemmon Survey           |
| 739310 | 2017 OB7                 | 12 febbraio 2004  | Spacewatch                    |
| 739311 | 2017 OM9                 | 15 luglio 2017    | Pan-STARRS                    |
| 739312 | 2017 OP9                 | 21 marzo 2010     | Mount Lemmon Survey           |
| 739313 | 2017 OV11                | 7 novembre 2007   | Spacewatch                    |
| 739314 | 2017 OR13                | 5 febbraio 2011   | Pan-STARRS                    |
| 739315 | 2017 OE17                | 25 luglio 2017    | Pan-STARRS                    |
| 739316 | 2017 OB18                | 3 novembre 2010   | Spacewatch                    |
| 739317 | 2017 OV20                | 31 agosto 2014    | Pan-STARRS                    |
| 739318 | 2017 OV22                | 30 dicembre 2008  | Spacewatch                    |
| 739319 | 2017 OD26                | 18 gennaio 2015   | Pan-STARRS                    |
| 739320 | 2017 OC30                | 13 agosto 2012    | Spacewatch                    |
| 739321 | 2017 OV32                | 27 gennaio 2010   | WISE                          |
| 739322 | 2017 OZ32                | 15 marzo 2015     | Pan-STARRS                    |
| 739323 | 2017 OE34                | 13 febbraio 2012  | Pan-STARRS                    |
| 739324 | 2017 OS35                | 30 maggio 2006    | Mount Lemmon Survey           |
| 739325 | 2017 OU35                | 8 maggio 2011     | Mount Lemmon Survey           |
| 739326 | 2017 OL38                | 1 giugno 1997     | Spacewatch                    |
| 739327 | 2017 OH41                | 20 marzo 1999     | SDSS Collaboration            |
| 739328 | 2017 OA42                | 14 luglio 2010    | WISE                          |
| 739329 | 2017 OH43                | 11 ottobre 2012   | Spacewatch                    |
| 739330 | 2017 OP45                | 15 aprile 2010    | WISE                          |
| 739331 | 2017 OZ52                | 6 gennaio 2010    | Spacewatch                    |
| 739332 | 2017 OB57                | 23 agosto 2007    | Spacewatch                    |
| 739333 | 2017 OL58                | 17 gennaio 2015   | Pan-STARRS                    |
| 739334 | 2017 OH59                | 4 giugno 2016     | Mount Lemmon Survey           |
| 739335 | 2017 OB61                | 19 agosto 2010    | Spacewatch                    |
| 739336 | 2017 OJ66                | 30 luglio 2017    | Pan-STARRS                    |
| 739337 | 2017 OT66                | 12 maggio 2010    | Mount Lemmon Survey           |
| 739338 | 2017 OW66                | 19 settembre 2010 | Spacewatch                    |
| 739339 | 2017 OZ88                | 24 luglio 2017    | Pan-STARRS                    |
| 739340 | 2017 OF89                | 25 luglio 2017    | Pan-STARRS                    |
| 739341 | 2017 OK89                | 26 luglio 2017    | Pan-STARRS                    |
| 739342 | 2017 OX104               | 1 maggio 2016     | CTIO-DECam                    |
| 739343 | 2017 OF134               | 18 aprile 2015    | CTIO-DECam                    |
| 739344 | 2017 PK16                | 10 gennaio 2007   | Spacewatch                    |
| 739345 | 2017 PS21                | 13 agosto 2012    | Pan-STARRS                    |
| 739346 | 2017 PP22                | 1 agosto 2017     | Pan-STARRS                    |
| 739347 | 2017 PE25                | 5 novembre 2004   | NEAT                          |
| 739348 | 2017 PP30                | 16 gennaio 2010   | WISE                          |
| 739349 | 2017 PF31                | 13 luglio 2010    | WISE                          |
| 739350 | 2017 PT31                | 28 settembre 2006 | CSS                           |
| 739351 | 2017 PD32                | 3 settembre 2008  | Spacewatch                    |
| 739352 | 2017 PF34                | 23 maggio 2001    | J. L. Elliot, L. H. Wasserman |
| 739353 | 2017 PW34                | 14 ottobre 2007   | Mount Lemmon Survey           |
| 739354 | 2017 PS37                | 28 marzo 2016     | CTIO-DECam                    |
| 739355 | 2017 PK41                | 8 luglio 2017     | Pan-STARRS                    |
| 739356 | 2017 PP41                | 1 agosto 2008     | F. Kugel                      |
| 739357 | 2017 QU                  | 16 gennaio 2004   | Spacewatch                    |
| 739358 | 2017 QW                  | 8 ottobre 2012    | R. Ferrando, M. Ferrando      |
| 739359 | 2017 QL4                 | 13 aprile 2013    | Spacewatch                    |
| 739360 | 2017 QB5                 | 8 ottobre 2007    | LONEOS                        |
| 739361 | 2017 QT5                 | 8 gennaio 2016    | Pan-STARRS                    |
| 739362 | 2017 QK14                | 20 gennaio 2015   | Pan-STARRS                    |
| 739363 | 2017 QM15                | 15 settembre 2006 | Spacewatch                    |
| 739364 | 2017 QS18                | 26 novembre 2014  | Pan-STARRS                    |
| 739365 | 2017 QA30                | 20 febbraio 2015  | Pan-STARRS                    |
| 739366 | 2017 QL34                | 13 marzo 2012     | Spacewatch                    |
| 739367 | 2017 QA38                | 30 luglio 2017    | Pan-STARRS                    |
| 739368 | 2017 QU44                | 17 novembre 2014  | Mount Lemmon Survey           |
| 739369 | 2017 QE50                | 10 febbraio 2016  | Pan-STARRS                    |
| 739370 | 2017 QC51                | 14 agosto 2006    | NEAT                          |
| 739371 | 2017 QW55                | 21 marzo 2010     | WISE                          |
| 739372 | 2017 QR56                | 28 novembre 1994  | Spacewatch                    |
| 739373 | 2017 QV56                | 18 marzo 2010     | Mount Lemmon Survey           |
| 739374 | 2017 QW56                | 19 marzo 2010     | Spacewatch                    |
| 739375 | 2017 QA57                | 21 agosto 2006    | Spacewatch                    |
| 739376 | 2017 QD59                | 23 gennaio 2015   | Pan-STARRS                    |
| 739377 | 2017 QR62                | 21 giugno 2007    | Mount Lemmon Survey           |
| 739378 | 2017 QQ65                | 21 dicembre 2008  | Mount Lemmon Survey           |
| 739379 | 2017 QG92                | 22 agosto 2017    | Pan-STARRS                    |
| 739380 | 2017 QR97                | 10 agosto 2010    | Spacewatch                    |
| 739381 | 2017 QB98                | 24 agosto 2017    | Pan-STARRS                    |
| 739382 | 2017 QZ115               | 13 gennaio 2008   | Spacewatch                    |
| 739383 | 2017 QT122               | 28 settembre 2013 | K. Sárneczky                  |
| 739384 | 2017 QU133               | 16 agosto 2017    | Pan-STARRS                    |
| 739385 | 2017 QM137               | 5 marzo 2016      | Pan-STARRS                    |
| 739386 | 2017 QO143               | 23 agosto 2017    | Pan-STARRS                    |
| 739387 | 2017 RZ19                | 6 agosto 2012     | Pan-STARRS                    |
| 739388 | 2017 RV23                | 30 luglio 2017    | Pan-STARRS                    |
| 739389 | 2017 RK24                | 10 ottobre 2005   | CSS                           |
| 739390 | 2017 RA25                | 30 agosto 2017    | Mount Lemmon Survey           |
| 739391 | 2017 RO28                | 6 febbraio 2010   | Mount Lemmon Survey           |
| 739392 | 2017 RW28                | 9 ottobre 2007    | Spacewatch                    |
| 739393 | 2017 RG29                | 14 febbraio 2010  | Spacewatch                    |
| 739394 | 2017 RK29                | 2 gennaio 2012    | Spacewatch                    |
| 739395 | 2017 RJ30                | 21 gennaio 2014   | Mount Lemmon Survey           |
| 739396 | 2017 RT30                | 16 settembre 2012 | Mount Lemmon Survey           |
| 739397 | 2017 RC31                | 10 aprile 2013    | Pan-STARRS                    |
| 739398 | 2017 RN31                | 2 marzo 2006      | Spacewatch                    |
| 739399 | 2017 RY33                | 27 luglio 2017    | Pan-STARRS                    |
| 739400 | 2017 RR39                | 30 aprile 2016    | Pan-STARRS                    |

## 739401–739500
| Nome   | Designazione provvisoria | Data di scoperta  | Scopritore                |
| ------ | ------------------------ | ----------------- | ------------------------- |
| 739401 | 2017 RR47                | 14 settembre 2007 | Mount Lemmon Survey       |
| 739402 | 2017 RV49                | 19 agosto 2001    | Cerro Tololo Obs.         |
| 739403 | 2017 RZ61                | 21 marzo 2009     | Mount Lemmon Survey       |
| 739404 | 2017 RV63                | 19 gennaio 2012   | Pan-STARRS                |
| 739405 | 2017 RD73                | 1 febbraio 2012   | Mount Lemmon Survey       |
| 739406 | 2017 RM73                | 16 febbraio 2015  | Pan-STARRS                |
| 739407 | 2017 RO75                | 28 agosto 2017    | Mount Lemmon Survey       |
| 739408 | 2017 RU76                | 29 ottobre 2003   | Spacewatch                |
| 739409 | 2017 RW86                | 18 settembre 2010 | Mount Lemmon Survey       |
| 739410 | 2017 RP88                | 13 agosto 2010    | Spacewatch                |
| 739411 | 2017 RJ90                | 31 agosto 2017    | Pan-STARRS                |
| 739412 | 2017 RA92                | 27 gennaio 2012   | Mount Lemmon Survey       |
| 739413 | 2017 RZ94                | 16 gennaio 2005   | Osservatorio di Mauna Kea |
| 739414 | 2017 RD103               | 11 ottobre 2007   | Spacewatch                |
| 739415 | 2017 RN104               | 15 febbraio 2015  | Pan-STARRS                |
| 739416 | 2017 RU105               | 11 ottobre 2012   | Pan-STARRS                |
| 739417 | 2017 RM106               | 6 novembre 2012   | Mount Lemmon Survey       |
| 739418 | 2017 RQ107               | 19 dicembre 2001  | NEAT                      |
| 739419 | 2017 RD123               | 19 aprile 2015    | CTIO-DECam                |
| 739420 | 2017 SZ7                 | 16 settembre 2017 | Pan-STARRS                |
| 739421 | 2017 SA8                 | 12 aprile 2010    | WISE                      |
| 739422 | 2017 SZ16                | 15 febbraio 2010  | WISE                      |
| 739423 | 2017 SF22                | 9 ottobre 2007    | Spacewatch                |
| 739424 | 2017 SM23                | 1 aprile 2009     | Spacewatch                |
| 739425 | 2017 SL24                | 14 settembre 2017 | Pan-STARRS                |
| 739426 | 2017 SH25                | 1 giugno 2009     | Mount Lemmon Survey       |
| 739427 | 2017 SC29                | 4 ottobre 1999    | Spacewatch                |
| 739428 | 2017 SO33                | 11 settembre 2005 | D. Healy                  |
| 739429 | 2017 SJ37                | 18 ottobre 2003   | SDSS Collaboration        |
| 739430 | 2017 SA38                | 15 agosto 2017    | Pan-STARRS                |
| 739431 | 2017 SC38                | 9 marzo 2003      | NEAT                      |
| 739432 | 2017 ST40                | 15 gennaio 2008   | Mount Lemmon Survey       |
| 739433 | 2017 SC41                | 16 novembre 2003  | SDSS Collaboration        |
| 739434 | 2017 ST46                | 8 ottobre 2012    | Pan-STARRS                |
| 739435 | 2017 SM49                | 9 ottobre 2005    | Spacewatch                |
| 739436 | 2017 SO50                | 1 novembre 2007   | Spacewatch                |
| 739437 | 2017 SM51                | 1 gennaio 2008    | Spacewatch                |
| 739438 | 2017 ST52                | 27 novembre 2009  | Mount Lemmon Survey       |
| 739439 | 2017 SC54                | 30 maggio 2011    | Pan-STARRS                |
| 739440 | 2017 SW54                | 14 novembre 2010  | Mount Lemmon Survey       |
| 739441 | 2017 SS55                | 16 settembre 2017 | Pan-STARRS                |
| 739442 | 2017 SK57                | 12 luglio 2010    | WISE                      |
| 739443 | 2017 SE62                | 9 aprile 2010     | Spacewatch                |
| 739444 | 2017 SK62                | 19 settembre 2003 | AMOS                      |
| 739445 | 2017 SP62                | 2 agosto 2011     | Pan-STARRS                |
| 739446 | 2017 SO64                | 12 marzo 2007     | Spacewatch                |
| 739447 | 2017 SE68                | 3 ottobre 2010    | Spacewatch                |
| 739448 | 2017 SQ72                | 29 agosto 2006    | Spacewatch                |
| 739449 | 2017 SS72                | 30 gennaio 2008   | Mount Lemmon Survey       |
| 739450 | 2017 SD75                | 21 marzo 2015     | Pan-STARRS                |
| 739451 | 2017 SK77                | 30 settembre 2006 | Mount Lemmon Survey       |
| 739452 | 2017 SX77                | 21 marzo 2002     | Spacewatch                |
| 739453 | 2017 SJ78                | 26 agosto 2003    | Cerro Tololo Obs.         |
| 739454 | 2017 SW82                | 31 luglio 2006    | SSS                       |
| 739455 | 2017 SO87                | 28 agosto 2006    | Spacewatch                |
| 739456 | 2017 SD90                | 5 novembre 2007   | Spacewatch                |
| 739457 | 2017 SA91                | 21 settembre 2009 | Mount Lemmon Survey       |
| 739458 | 2017 SU96                | 16 gennaio 2009   | Spacewatch                |
| 739459 | 2017 SD98                | 11 ottobre 2012   | Pan-STARRS                |
| 739460 | 2017 SF98                | 25 ottobre 2001   | SDSS Collaboration        |
| 739461 | 2017 SZ100               | 19 marzo 2009     | Mount Lemmon Survey       |
| 739462 | 2017 SR104               | 24 settembre 2000 | LINEAR                    |
| 739463 | 2017 SY104               | 19 settembre 2017 | Pan-STARRS                |
| 739464 | 2017 SA107               | 29 settembre 2000 | Spacewatch                |
| 739465 | 2017 SF107               | 4 settembre 2000  | LONEOS                    |
| 739466 | 2017 SZ107               | 20 gennaio 2015   | Pan-STARRS                |
| 739467 | 2017 SA113               | 25 gennaio 2003   | SDSS Collaboration        |
| 739468 | 2017 SL116               | 30 ottobre 2014   | Spacewatch                |
| 739469 | 2017 SK117               | 13 febbraio 2008  | Spacewatch                |
| 739470 | 2017 SL118               | 30 aprile 2008    | Mount Lemmon Survey       |
| 739471 | 2017 SV122               | 22 ottobre 2014   | Mount Lemmon Survey       |
| 739472 | 2017 SA125               | 25 dicembre 2005  | Spacewatch                |
| 739473 | 2017 SK128               | 30 ottobre 2010   | CSS                       |
| 739474 | 2017 SE130               | 23 settembre 2006 | Spacewatch                |
| 739475 | 2017 SY197               | 20 marzo 2015     | Pan-STARRS                |
| 739476 | 2017 SH198               | 19 settembre 2017 | Pan-STARRS                |
| 739477 | 2017 SH199               | 26 settembre 2017 | Pan-STARRS                |
| 739478 | 2017 SM199               | 18 aprile 2015    | CTIO-DECam                |
| 739479 | 2017 SC201               | 26 settembre 2017 | Mount Lemmon Survey       |
| 739480 | 2017 SQ201               | 16 settembre 2017 | Pan-STARRS                |
| 739481 | 2017 SW204               | 21 aprile 2015    | CTIO-DECam                |
| 739482 | 2017 SG244               | 2 settembre 2011  | Pan-STARRS                |
| 739483 | 2017 SJ247               | 24 marzo 2012     | Mount Lemmon Survey       |
| 739484 | 2017 SG262               | 23 settembre 2017 | Pan-STARRS                |
| 739485 | 2017 SD288               | 16 settembre 2017 | Pan-STARRS                |
| 739486 | 2017 TK8                 | 8 agosto 2010     | WISE                      |
| 739487 | 2017 TE10                | 12 febbraio 2008  | Mount Lemmon Survey       |
| 739488 | 2017 TJ12                | 10 aprile 2015    | Mount Lemmon Survey       |
| 739489 | 2017 TU12                | 20 aprile 2009    | Mount Lemmon Survey       |
| 739490 | 2017 TX12                | 3 febbraio 2012   | Pan-STARRS                |
| 739491 | 2017 TE26                | 14 ottobre 2017   | Mount Lemmon Survey       |
| 739492 | 2017 TE36                | 18 aprile 2015    | CTIO-DECam                |
| 739493 | 2017 TK37                | 23 novembre 2012  | Spacewatch                |
| 739494 | 2017 UH9                 | 4 ottobre 2013    | CSS                       |
| 739495 | 2017 UG12                | 3 agosto 2017     | Pan-STARRS                |
| 739496 | 2017 UX18                | 28 dicembre 2000  | Spacewatch                |
| 739497 | 2017 UZ19                | 2 ottobre 2006    | Mount Lemmon Survey       |
| 739498 | 2017 UN21                | 1 novembre 2007   | Mount Lemmon Survey       |
| 739499 | 2017 UP21                | 31 agosto 2017    | Pan-STARRS                |
| 739500 | 2017 UM30                | 25 settembre 2006 | Mount Lemmon Survey       |

## 739501–739600
| Nome   | Designazione provvisoria | Data di scoperta  | Scopritore                          |
| ------ | ------------------------ | ----------------- | ----------------------------------- |
| 739501 | 2017 UD38                | 28 settembre 2006 | Spacewatch                          |
| 739502 | 2017 UU39                | 30 dicembre 2007  | Spacewatch                          |
| 739503 | 2017 UV41                | 9 gennaio 2013    | Mount Lemmon Survey                 |
| 739504 | 2017 UO45                | 28 novembre 2013  | Mount Lemmon Survey                 |
| 739505 | 2017 UN93                | 18 aprile 2015    | CTIO-DECam                          |
| 739506 | 2017 UR94                | 19 ottobre 2017   | Pan-STARRS                          |
| 739507 | 2017 UB100               | 20 maggio 2015    | CTIO-DECam                          |
| 739508 | 2017 UC136               | 23 ottobre 2017   | Mount Lemmon Survey                 |
| 739509 | 2017 VO3                 | 19 settembre 2003 | NEAT                                |
| 739510 | 2017 VU4                 | 7 ottobre 2004    | LINEAR                              |
| 739511 | 2017 VP6                 | 12 ottobre 1996   | Spacewatch                          |
| 739512 | 2017 VX10                | 31 marzo 2003     | SDSS Collaboration                  |
| 739513 | 2017 VA16                | 7 luglio 2010     | Spacewatch                          |
| 739514 | 2017 VB16                | 21 aprile 2015    | CTIO-DECam                          |
| 739515 | 2017 VA20                | 11 ottobre 2010   | Mount Lemmon Survey                 |
| 739516 | 2017 VF25                | 21 novembre 2003  | Spacewatch                          |
| 739517 | 2017 VL31                | 2 aprile 2006     | Spacewatch                          |
| 739518 | 2017 VO31                | 10 settembre 2007 | Mount Lemmon Survey                 |
| 739519 | 2017 VO32                | 8 dicembre 2009   | Osservatorio astronomico di Maiorca |
| 739520 | 2017 VZ32                | 24 aprile 2006    | Spacewatch                          |
| 739521 | 2017 VY33                | 29 settembre 1994 | Spacewatch                          |
| 739522 | 2017 VD43                | 19 aprile 2015    | CTIO-DECam                          |
| 739523 | 2017 VM44                | 13 novembre 2017  | Pan-STARRS                          |
| 739524 | 2017 WG10                | 2 ottobre 2006    | Mount Lemmon Survey                 |
| 739525 | 2017 WM12                | 18 aprile 2010    | WISE                                |
| 739526 | 2017 WQ21                | 26 ottobre 2013   | Mount Lemmon Survey                 |
| 739527 | 2017 WR22                | 7 luglio 2005     | Osservatorio di Mauna Kea           |
| 739528 | 2017 WH43                | 23 aprile 2014    | CTIO-DECam                          |
| 739529 | 2017 WL43                | 20 maggio 2015    | CTIO-DECam                          |
| 739530 | 2017 WE44                | 20 novembre 2017  | Pan-STARRS                          |
| 739531 | 2017 WO49                | 21 novembre 2017  | Pan-STARRS                          |
| 739532 | 2017 WV71                | 27 dicembre 2013  | Spacewatch                          |
| 739533 | 2017 XL                  | 26 maggio 2003    | Spacewatch                          |
| 739534 | 2017 XW3                 | 17 ottobre 2010   | Mount Lemmon Survey                 |
| 739535 | 2017 XZ5                 | 18 dicembre 2007  | Mount Lemmon Survey                 |
| 739536 | 2017 XV11                | 16 aprile 2005    | Spacewatch                          |
| 739537 | 2017 XN12                | 22 giugno 2011    | Mount Lemmon Survey                 |
| 739538 | 2017 XJ14                | 1 maggio 2009     | Alianza S4 Obs.                     |
| 739539 | 2017 XK15                | 2 novembre 2010   | Mount Lemmon Survey                 |
| 739540 | 2017 XA21                | 23 ottobre 2013   | Mount Lemmon Survey                 |
| 739541 | 2017 XB26                | 13 gennaio 2004   | Spacewatch                          |
| 739542 | 2017 XS27                | 18 agosto 2006    | Spacewatch                          |
| 739543 | 2017 XD29                | 31 ottobre 2006   | Mount Lemmon Survey                 |
| 739544 | 2017 XJ31                | 21 ottobre 2012   | Pan-STARRS                          |
| 739545 | 2017 XQ36                | 13 maggio 2005    | Mount Lemmon Survey                 |
| 739546 | 2017 XW40                | 27 ottobre 2006   | Mount Lemmon Survey                 |
| 739547 | 2017 XJ41                | 27 gennaio 2015   | Pan-STARRS                          |
| 739548 | 2017 XP41                | 1 aprile 2003     | Cerro Tololo Obs.                   |
| 739549 | 2017 XA49                | 15 novembre 2006  | Mount Lemmon Survey                 |
| 739550 | 2017 XH54                | 12 ottobre 2010   | Mount Lemmon Survey                 |
| 739551 | 2017 XJ54                | 18 ottobre 2006   | Spacewatch                          |
| 739552 | 2017 XJ56                | 9 settembre 2013  | Pan-STARRS                          |
| 739553 | 2017 XM57                | 11 maggio 2007    | Mount Lemmon Survey                 |
| 739554 | 2017 XW58                | 2 settembre 2005  | NEAT                                |
| 739555 | 2017 XC60                | 29 luglio 2010    | WISE                                |
| 739556 | 2017 XR62                | 13 aprile 2010    | WISE                                |
| 739557 | 2017 XT62                | 15 luglio 2013    | Pan-STARRS                          |
| 739558 | 2017 XN70                | 2 dicembre 2012   | Mount Lemmon Survey                 |
| 739559 | 2017 XQ71                | 14 dicembre 2017  | Mount Lemmon Survey                 |
| 739560 | 2017 XL72                | 21 aprile 2015    | CTIO-DECam                          |
| 739561 | 2017 XL73                | 20 maggio 2015    | CTIO-DECam                          |
| 739562 | 2017 XS79                | 5 aprile 2010     | G. Hug                              |
| 739563 | 2017 XN83                | 27 febbraio 2006  | Mount Lemmon Survey                 |
| 739564 | 2017 YM                  | 14 aprile 2008    | Mount Lemmon Survey                 |
| 739565 | 2017 YF2                 | 25 novembre 2008  | Alianza S4 Obs.                     |
| 739566 | 2017 YU2                 | 24 maggio 2010    | WISE                                |
| 739567 | 2017 YV9                 | 12 luglio 2010    | WISE                                |
| 739568 | 2017 YJ10                | 7 ottobre 2016    | Pan-STARRS                          |
| 739569 | 2017 YL12                | 2 novembre 2007   | Spacewatch                          |
| 739570 | 2017 YP12                | 22 novembre 2006  | Spacewatch                          |
| 739571 | 2017 YC13                | 15 aprile 2010    | Mount Lemmon Survey                 |
| 739572 | 2017 YP18                | 5 marzo 2013      | Pan-STARRS                          |
| 739573 | 2017 YQ19                | 24 dicembre 2017  | Pan-STARRS                          |
| 739574 | 2017 YS24                | 13 ottobre 2007   | Mount Lemmon Survey                 |
| 739575 | 2017 YK27                | 23 dicembre 2017  | Pan-STARRS                          |
| 739576 | 2017 YP28                | 14 agosto 2001    | AMOS                                |
| 739577 | 2017 YD30                | 23 dicembre 2017  | Pan-STARRS                          |
| 739578 | 2017 YJ33                | 24 dicembre 2017  | Pan-STARRS                          |
| 739579 | 2017 YF41                | 27 dicembre 2017  | Mount Lemmon Survey                 |
| 739580 | 2017 YE42                | 25 dicembre 2017  | Mount Lemmon Survey                 |
| 739581 | 2017 YY59                | 23 dicembre 2017  | Pan-STARRS                          |
| 739582 | 2018 AK5                 | 10 febbraio 2008  | Mount Lemmon Survey                 |
| 739583 | 2018 AS5                 | 5 marzo 2013      | Pan-STARRS                          |
| 739584 | 2018 AO7                 | 18 settembre 2006 | Spacewatch                          |
| 739585 | 2018 AP7                 | 21 novembre 2008  | Spacewatch                          |
| 739586 | 2018 AH8                 | 1 ottobre 2005    | Spacewatch                          |
| 739587 | 2018 AL8                 | 4 settembre 2008  | Spacewatch                          |
| 739588 | 2018 AP8                 | 4 marzo 2013      | Pan-STARRS                          |
| 739589 | 2018 AN9                 | 26 gennaio 2011   | Mount Lemmon Survey                 |
| 739590 | 2018 AM11                | 9 gennaio 2013    | Mount Lemmon Survey                 |
| 739591 | 2018 AU13                | 22 giugno 2010    | WISE                                |
| 739592 | 2018 AF16                | 2 novembre 2010   | Mount Lemmon Survey                 |
| 739593 | 2018 AO17                | 20 febbraio 2014  | Pan-STARRS                          |
| 739594 | 2018 AU26                | 15 gennaio 2018   | Mount Lemmon Survey                 |
| 739595 | 2018 AB27                | 9 gennaio 2018    | Pan-STARRS                          |
| 739596 | 2018 AC27                | 14 gennaio 2018   | Pan-STARRS                          |
| 739597 | 2018 AD29                | 13 gennaio 2018   | Mount Lemmon Survey                 |
| 739598 | 2018 AH40                | 14 gennaio 2018   | Pan-STARRS                          |
| 739599 | 2018 AJ40                | 15 gennaio 2018   | Pan-STARRS                          |
| 739600 | 2018 AU44                | 11 gennaio 2018   | Pan-STARRS                          |

## 739601–739700
| Nome   | Designazione provvisoria | Data di scoperta  | Scopritore                   |
| ------ | ------------------------ | ----------------- | ---------------------------- |
| 739601 | 2018 AN54                | 14 gennaio 2018   | Pan-STARRS                   |
| 739602 | 2018 BR2                 | 22 febbraio 2006  | CSS                          |
| 739603 | 2018 BV5                 | 2 febbraio 2006   | Spacewatch                   |
| 739604 | 2018 BN7                 | 13 ottobre 2005   | Spacewatch                   |
| 739605 | 2018 BB8                 | 31 dicembre 1999  | Spacewatch                   |
| 739606 | 2018 BC9                 | 15 febbraio 2010  | WISE                         |
| 739607 | 2018 BK9                 | 16 febbraio 2010  | WISE                         |
| 739608 | 2018 BX11                | 15 gennaio 2005   | Spacewatch                   |
| 739609 | 2018 BZ15                | 2 febbraio 2009   | Spacewatch                   |
| 739610 | 2018 BT18                | 20 gennaio 2018   | Pan-STARRS                   |
| 739611 | 2018 BQ19                | 31 gennaio 2009   | Mount Lemmon Survey          |
| 739612 | 2018 BP21                | 20 maggio 2015    | CTIO-DECam                   |
| 739613 | 2018 BD24                | 20 maggio 2015    | CTIO-DECam                   |
| 739614 | 2018 BN30                | 16 gennaio 2018   | Pan-STARRS                   |
| 739615 | 2018 CP1                 | 25 dicembre 2017  | Pan-STARRS                   |
| 739616 | 2018 CB4                 | 24 febbraio 2006  | CSS                          |
| 739617 | 2018 CA5                 | 1 gennaio 2014    | Mount Lemmon Survey          |
| 739618 | 2018 CN8                 | 2 gennaio 2014    | CSS                          |
| 739619 | 2018 CU8                 | 24 settembre 2006 | Spacewatch                   |
| 739620 | 2018 CQ9                 | 22 settembre 2004 | Spacewatch                   |
| 739621 | 2018 CR9                 | 15 gennaio 2005   | CSS                          |
| 739622 | 2018 CM10                | 25 aprile 2011    | Mount Lemmon Survey          |
| 739623 | 2018 CS10                | 24 settembre 2008 | Mount Lemmon Survey          |
| 739624 | 2018 CE11                | 21 dicembre 2006  | Mount Lemmon Survey          |
| 739625 | 2018 CT15                | 27 febbraio 2014  | CSS                          |
| 739626 | 2018 CA16                | 30 novembre 2005  | Mount Lemmon Survey          |
| 739627 | 2018 CZ19                | 12 febbraio 2018  | Pan-STARRS                   |
| 739628 | 2018 CJ21                | 12 febbraio 2018  | Pan-STARRS                   |
| 739629 | 2018 CL21                | 12 febbraio 2018  | Pan-STARRS                   |
| 739630 | 2018 CW21                | 20 maggio 2015    | CTIO-DECam                   |
| 739631 | 2018 CZ21                | 12 febbraio 2018  | Pan-STARRS                   |
| 739632 | 2018 CC27                | 18 aprile 2015    | CTIO-DECam                   |
| 739633 | 2018 DO2                 | 11 novembre 2006  | Mount Lemmon Survey          |
| 739634 | 2018 DW6                 | 16 febbraio 2018  | Yin, Q., X. Gao              |
| 739635 | 2018 DK7                 | 28 aprile 2014    | CTIO-DECam                   |
| 739636 | 2018 EK5                 | 20 febbraio 2018  | Pan-STARRS                   |
| 739637 | 2018 EC6                 | 7 marzo 2014      | Spacewatch                   |
| 739638 | 2018 EU6                 | 1 gennaio 2009    | PMO NEO                      |
| 739639 | 2018 EK7                 | 15 febbraio 2004  | NEAT                         |
| 739640 | 2018 EK9                 | 18 marzo 2005     | CSS                          |
| 739641 | 2018 FW8                 | 31 luglio 2010    | WISE                         |
| 739642 | 2018 FJ14                | 7 aprile 2010     | Spacewatch                   |
| 739643 | 2018 FK16                | 16 ottobre 2009   | CSS                          |
| 739644 | 2018 FM19                | 24 marzo 2009     | Mount Lemmon Survey          |
| 739645 | 2018 FT23                | 7 gennaio 2006    | Spacewatch                   |
| 739646 | 2018 FL25                | 29 febbraio 2008  | Spacewatch                   |
| 739647 | 2018 FU28                | 7 marzo 1994      | Spacewatch                   |
| 739648 | 2018 FX29                | 11 novembre 2009  | Spacewatch                   |
| 739649 | 2018 FG34                | 28 marzo 2018     | Mount Lemmon Survey          |
| 739650 | 2018 FH34                | 18 marzo 2018     | Pan-STARRS                   |
| 739651 | 2018 FA35                | 24 ottobre 2011   | Pan-STARRS                   |
| 739652 | 2018 FD39                | 20 marzo 2018     | Mount Lemmon Survey          |
| 739653 | 2018 FU44                | 19 marzo 2018     | Mount Lemmon Survey          |
| 739654 | 2018 FY45                | 17 marzo 2018     | Mount Lemmon Survey          |
| 739655 | 2018 FN50                | 19 marzo 2018     | Mount Lemmon Survey          |
| 739656 | 2018 FO50                | 4 novembre 2016   | Pan-STARRS                   |
| 739657 | 2018 FS50                | 21 dicembre 2008  | Mount Lemmon Survey          |
| 739658 | 2018 GA3                 | 20 ottobre 2011   | Pan-STARRS                   |
| 739659 | 2018 GU6                 | 19 dicembre 2007  | Mount Lemmon Survey          |
| 739660 | 2018 GM7                 | 30 settembre 2011 | Mount Lemmon Survey          |
| 739661 | 2018 GE9                 | 25 aprile 2007    | Spacewatch                   |
| 739662 | 2018 GK9                 | 20 marzo 2018     | Mount Lemmon Survey          |
| 739663 | 2018 GJ10                | 14 ottobre 2001   | SDSS Collaboration           |
| 739664 | 2018 GR10                | 23 aprile 2014    | CTIO-DECam                   |
| 739665 | 2018 GF11                | 15 aprile 2007    | Mount Lemmon Survey          |
| 739666 | 2018 GS12                | 2 aprile 2005     | Spacewatch                   |
| 739667 | 2018 GC16                | 12 aprile 2018    | Pan-STARRS                   |
| 739668 | 2018 GR17                | 14 aprile 2018    | Mount Lemmon Survey          |
| 739669 | 2018 GB18                | 12 aprile 2018    | Pan-STARRS                   |
| 739670 | 2018 GM19                | 14 aprile 2018    | Mount Lemmon Survey          |
| 739671 | 2018 GU22                | 14 aprile 2018    | Mount Lemmon Survey          |
| 739672 | 2018 HN2                 | 22 novembre 2006  | Mount Lemmon Survey          |
| 739673 | 2018 JL4                 | 12 aprile 2005    | Spacewatch                   |
| 739674 | 2018 JW4                 | 26 aprile 2009    | SSS                          |
| 739675 | 2018 KR1                 | 19 maggio 2010    | WISE                         |
| 739676 | 2018 KV3                 | 19 aprile 2009    | Mount Lemmon Survey          |
| 739677 | 2018 KD4                 | 29 luglio 2009    | Spacewatch                   |
| 739678 | 2018 KX7                 | 19 maggio 2018    | Pan-STARRS                   |
| 739679 | 2018 LO                  | 24 giugno 1998    | LINEAR                       |
| 739680 | 2018 LY1                 | 16 maggio 2010    | WISE                         |
| 739681 | 2018 LJ2                 | 1 giugno 2013     | M. Schwartz, P. R. Holvorcem |
| 739682 | 2018 LN3                 | 10 giugno 2018    | Pan-STARRS 2                 |
| 739683 | 2018 LH9                 | 11 dicembre 2004  | Spacewatch                   |
| 739684 | 2018 LF10                | 28 febbraio 2012  | Pan-STARRS                   |
| 739685 | 2018 LT14                | 6 dicembre 2015   | Mount Lemmon Survey          |
| 739686 | 2018 LD22                | 12 giugno 2018    | Pan-STARRS                   |
| 739687 | 2018 LU29                | 8 giugno 2018     | Pan-STARRS                   |
| 739688 | 2018 LR48                | 6 giugno 2018     | Pan-STARRS                   |
| 739689 | 2018 MT1                 | 7 maggio 2014     | Pan-STARRS                   |
| 739690 | 2018 MJ2                 | 21 febbraio 2012  | Mount Lemmon Survey          |
| 739691 | 2018 MH3                 | 16 marzo 2012     | Mount Lemmon Survey          |
| 739692 | 2018 MX20                | 23 aprile 2014    | CTIO-DECam                   |
| 739693 | 2018 NY4                 | 2 novembre 2008   | CSS                          |
| 739694 | 2018 NA5                 | 12 gennaio 2010   | Mount Lemmon Survey          |
| 739695 | 2018 NS6                 | 28 gennaio 2011   | Mount Lemmon Survey          |
| 739696 | 2018 NC7                 | 6 settembre 2013  | Spacewatch                   |
| 739697 | 2018 NO7                 | 26 settembre 2003 | SDSS Collaboration           |
| 739698 | 2018 NM13                | 13 ottobre 2010   | Mount Lemmon Survey          |
| 739699 | 2018 NY27                | 8 luglio 2018     | Pan-STARRS                   |
| 739700 | 2018 NA35                | 10 luglio 2018    | Pan-STARRS                   |

## 739701–739800
| Nome   | Designazione provvisoria | Data di scoperta  | Scopritore                    |
| ------ | ------------------------ | ----------------- | ----------------------------- |
| 739701 | 2018 NB39                | 12 luglio 2018    | Pan-STARRS 2                  |
| 739702 | 2018 PA                  | 24 dicembre 2015  | Pan-STARRS                    |
| 739703 | 2018 PP1                 | 6 novembre 2008   | Mount Lemmon Survey           |
| 739704 | 2018 PA2                 | 16 febbraio 2010  | WISE                          |
| 739705 | 2018 PS6                 | 4 settembre 2011  | Pan-STARRS                    |
| 739706 | 2018 PD12                | 23 gennaio 2006   | Spacewatch                    |
| 739707 | 2018 PL15                | 11 novembre 2013  | Mount Lemmon Survey           |
| 739708 | 2018 PE16                | 14 settembre 2007 | Spacewatch                    |
| 739709 | 2018 PS27                | 30 marzo 2010     | WISE                          |
| 739710 | 2018 PH42                | 12 luglio 2018    | Pan-STARRS                    |
| 739711 | 2018 PH43                | 7 agosto 2018     | Pan-STARRS                    |
| 739712 | 2018 PL60                | 8 gennaio 2016    | Pan-STARRS                    |
| 739713 | 2018 PR64                | 1 maggio 2011     | Pan-STARRS                    |
| 739714 | 2018 QM                  | 12 aprile 2015    | Pan-STARRS                    |
| 739715 | 2018 QO5                 | 8 gennaio 2008    | Osservatorio di Mauna Kea     |
| 739716 | 2018 QP5                 | 17 novembre 2008  | Spacewatch                    |
| 739717 | 2018 QY12                | 15 settembre 2013 | Pan-STARRS                    |
| 739718 | 2018 RJ                  | 18 marzo 2009     | CSS                           |
| 739719 | 2018 RN11                | 11 settembre 2002 | NEAT                          |
| 739720 | 2018 RG14                | 10 marzo 2008     | Spacewatch                    |
| 739721 | 2018 RW14                | 1 ottobre 2013    | PTF                           |
| 739722 | 2018 RL19                | 18 giugno 2006    | Spacewatch                    |
| 739723 | 2018 RA21                | 19 marzo 2009     | Mount Lemmon Survey           |
| 739724 | 2018 RW21                | 11 marzo 2005     | Mount Lemmon Survey           |
| 739725 | 2018 RF22                | 6 dicembre 2008   | Spacewatch                    |
| 739726 | 2018 RY22                | 3 novembre 1999   | CSS                           |
| 739727 | 2018 RG23                | 27 novembre 2009  | Mount Lemmon Survey           |
| 739728 | 2018 RR23                | 27 ottobre 2008   | Spacewatch                    |
| 739729 | 2018 RM24                | 20 marzo 1999     | SDSS Collaboration            |
| 739730 | 2018 RQ30                | 17 marzo 2005     | Spacewatch                    |
| 739731 | 2018 RJ31                | 17 luglio 2010    | WISE                          |
| 739732 | 2018 RR31                | 11 ottobre 2007   | CSS                           |
| 739733 | 2018 RW31                | 10 gennaio 2011   | Mount Lemmon Survey           |
| 739734 | 2018 RL33                | 3 ottobre 2006    | Mount Lemmon Survey           |
| 739735 | 2018 RO33                | 14 marzo 2005     | Mount Lemmon Survey           |
| 739736 | 2018 RU33                | 10 ottobre 2002   | NEAT                          |
| 739737 | 2018 RU34                | 13 febbraio 2010  | Mount Lemmon Survey           |
| 739738 | 2018 RH35                | 8 aprile 2010     | WISE                          |
| 739739 | 2018 RJ38                | 26 dicembre 2005  | Spacewatch                    |
| 739740 | 2018 RS48                | 7 settembre 2018  | Mount Lemmon Survey           |
| 739741 | 2018 RT48                | 10 settembre 2018 | Mount Lemmon Survey           |
| 739742 | 2018 RD55                | 1 maggio 2016     | CTIO-DECam                    |
| 739743 | 2018 RG56                | 12 settembre 2018 | Mount Lemmon Survey           |
| 739744 | 2018 RK57                | 12 marzo 2016     | Pan-STARRS                    |
| 739745 | 2018 RG62                | 11 settembre 2018 | Mount Lemmon Survey           |
| 739746 | 2018 SZ1                 | 11 giugno 2007    | SSS                           |
| 739747 | 2018 SN5                 | 22 giugno 2006    | Spacewatch                    |
| 739748 | 2018 SO6                 | 19 agosto 2001    | LINEAR                        |
| 739749 | 2018 SJ8                 | 6 settembre 2018  | Mount Lemmon Survey           |
| 739750 | 2018 SP9                 | 25 gennaio 2006   | Spacewatch                    |
| 739751 | 2018 SH10                | 16 ottobre 2007   | Spacewatch                    |
| 739752 | 2018 SW10                | 28 febbraio 2006  | Mount Lemmon Survey           |
| 739753 | 2018 SE11                | 26 gennaio 2012   | Pan-STARRS                    |
| 739754 | 2018 SY11                | 11 marzo 2005     | Mount Lemmon Survey           |
| 739755 | 2018 SV12                | 8 agosto 2010     | WISE                          |
| 739756 | 2018 SG13                | 27 gennaio 2003   | NEAT                          |
| 739757 | 2018 SJ13                | 1 marzo 2011      | CSS                           |
| 739758 | 2018 SK13                | 28 ottobre 2014   | Pan-STARRS                    |
| 739759 | 2018 SB17                | 28 luglio 2012    | Pan-STARRS                    |
| 739760 | 2018 SO19                | 30 settembre 2018 | Mount Lemmon Survey           |
| 739761 | 2018 TA10                | 17 agosto 2012    | Pan-STARRS                    |
| 739762 | 2018 TS11                | 5 ottobre 2018    | Mount Lemmon Survey           |
| 739763 | 2018 TE12                | 3 dicembre 2008   | Mount Lemmon Survey           |
| 739764 | 2018 TC13                | 19 marzo 2013     | Pan-STARRS                    |
| 739765 | 2018 TQ25                | 4 ottobre 2018    | Pan-STARRS 2                  |
| 739766 | 2018 TX25                | 3 maggio 2016     | CTIO-DECam                    |
| 739767 | 2018 TB26                | 1 maggio 2016     | Pan-STARRS                    |
| 739768 | 2018 TH29                | 6 ottobre 2018    | Mount Lemmon Survey           |
| 739769 | 2018 TE34                | 10 ottobre 2018   | Pan-STARRS 2                  |
| 739770 | 2018 TF34                | 5 marzo 2016      | Pan-STARRS                    |
| 739771 | 2018 TG34                | 25 giugno 2017    | Pan-STARRS                    |
| 739772 | 2018 TL36                | 23 febbraio 2015  | Pan-STARRS                    |
| 739773 | 2018 TQ44                | 4 ottobre 2018    | Pan-STARRS 2                  |
| 739774 | 2018 UE2                 | 19 dicembre 2007  | Mount Lemmon Survey           |
| 739775 | 2018 UO2                 | 12 gennaio 2011   | Mount Lemmon Survey           |
| 739776 | 2018 UU3                 | 14 febbraio 2016  | Pan-STARRS                    |
| 739777 | 2018 UJ5                 | 24 giugno 2000    | Spacewatch                    |
| 739778 | 2018 UY6                 | 19 settembre 2003 | A. Boattini, A. Di Paola      |
| 739779 | 2018 UP10                | 1 ottobre 2011    | CSS                           |
| 739780 | 2018 UV10                | 16 novembre 2003  | SDSS Collaboration            |
| 739781 | 2018 UE13                | 11 luglio 2010    | WISE                          |
| 739782 | 2018 UD26                | 31 dicembre 2013  | Mount Lemmon Survey           |
| 739783 | 2018 UB38                | 18 ottobre 2018   | Mount Lemmon Survey           |
| 739784 | 2018 UR41                | 18 ottobre 2018   | Mount Lemmon Survey           |
| 739785 | 2018 VS13                | 13 settembre 2007 | Mount Lemmon Survey           |
| 739786 | 2018 VQ14                | 16 febbraio 2015  | Pan-STARRS                    |
| 739787 | 2018 VY19                | 11 dicembre 2013  | Mount Lemmon Survey           |
| 739788 | 2018 VB21                | 9 ottobre 2004    | Spacewatch                    |
| 739789 | 2018 VP23                | 27 novembre 2013  | Pan-STARRS                    |
| 739790 | 2018 VF24                | 23 maggio 2001    | J. L. Elliot, L. H. Wasserman |
| 739791 | 2018 VN25                | 1 dicembre 2008   | Spacewatch                    |
| 739792 | 2018 VJ31                | 3 gennaio 2009    | Spacewatch                    |
| 739793 | 2018 VN33                | 1 dicembre 2008   | E. Schwab                     |
| 739794 | 2018 VY34                | 22 febbraio 2014  | Mount Lemmon Survey           |
| 739795 | 2018 VH43                | 12 ottobre 2013   | Mount Lemmon Survey           |
| 739796 | 2018 VW43                | 4 gennaio 2016    | Pan-STARRS                    |
| 739797 | 2018 VT46                | 30 novembre 2008  | Mount Lemmon Survey           |
| 739798 | 2018 VP51                | 24 novembre 2000  | D. Team                       |
| 739799 | 2018 VX55                | 23 marzo 2012     | Mount Lemmon Survey           |
| 739800 | 2018 VZ56                | 27 febbraio 2015  | Pan-STARRS                    |

## 739801–739900
| Nome   | Designazione provvisoria | Data di scoperta  | Scopritore                   |
| ------ | ------------------------ | ----------------- | ---------------------------- |
| 739801 | 2018 VX63                | 31 maggio 2009    | Mount Lemmon Survey          |
| 739802 | 2018 VO70                | 4 giugno 2005     | Spacewatch                   |
| 739803 | 2018 VS70                | 29 settembre 2009 | Mount Lemmon Survey          |
| 739804 | 2018 VY73                | 15 settembre 2012 | CSS                          |
| 739805 | 2018 VS75                | 20 novembre 2007  | Mount Lemmon Survey          |
| 739806 | 2018 VK77                | 4 novembre 2005   | Spacewatch                   |
| 739807 | 2018 VK79                | 6 febbraio 2016   | Pan-STARRS                   |
| 739808 | 2018 VR80                | 21 settembre 2001 | SDSS Collaboration           |
| 739809 | 2018 VU82                | 1 gennaio 2009    | Spacewatch                   |
| 739810 | 2018 VE86                | 31 gennaio 2009   | Mount Lemmon Survey          |
| 739811 | 2018 VX86                | 13 agosto 2012    | Spacewatch                   |
| 739812 | 2018 VS87                | 19 agosto 2006    | Spacewatch                   |
| 739813 | 2018 VN93                | 3 giugno 2011     | Mount Lemmon Survey          |
| 739814 | 2018 VD100               | 4 dicembre 2005   | Spacewatch                   |
| 739815 | 2018 VX102               | 23 ottobre 2009   | Mount Lemmon Survey          |
| 739816 | 2018 VB106               | 1 febbraio 2006   | Mount Lemmon Survey          |
| 739817 | 2018 VL107               | 17 aprile 2005    | Spacewatch                   |
| 739818 | 2018 VB109               | 11 novembre 2009  | Mount Lemmon Survey          |
| 739819 | 2018 VN109               | 8 febbraio 2008   | Mount Lemmon Survey          |
| 739820 | 2018 VG110               | 21 settembre 2001 | SDSS Collaboration           |
| 739821 | 2018 VY110               | 15 novembre 2003  | Spacewatch                   |
| 739822 | 2018 VM111               | 28 gennaio 2015   | Pan-STARRS                   |
| 739823 | 2018 VM112               | 15 settembre 2007 | Mount Lemmon Survey          |
| 739824 | 2018 VB122               | 7 novembre 2018   | Mount Lemmon Survey          |
| 739825 | 2018 VD122               | 10 ottobre 2018   | Mount Lemmon Survey          |
| 739826 | 2018 VH122               | 7 novembre 2018   | Mount Lemmon Survey          |
| 739827 | 2018 VT122               | 18 aprile 2015    | CTIO-DECam                   |
| 739828 | 2018 VW122               | 2 novembre 2018   | Mount Lemmon Survey          |
| 739829 | 2018 VE123               | 9 novembre 2018   | Mount Lemmon Survey          |
| 739830 | 2018 VF128               | 10 ottobre 2018   | Mount Lemmon Survey          |
| 739831 | 2018 VP128               | 14 giugno 2010    | WISE                         |
| 739832 | 2018 VY138               | 27 marzo 2015     | Mount Lemmon Survey          |
| 739833 | 2018 VX139               | 25 luglio 2017    | Pan-STARRS                   |
| 739834 | 2018 VV140               | 9 novembre 2018   | Mount Lemmon Survey          |
| 739835 | 2018 VB141               | 12 ottobre 2013   | Mount Lemmon Survey          |
| 739836 | 2018 WH5                 | 17 novembre 2018  | Mount Lemmon Survey          |
| 739837 | 2018 WF13                | 29 novembre 2018  | Mount Lemmon Survey          |
| 739838 | 2018 XD8                 | 13 agosto 2006    | NEAT                         |
| 739839 | 2018 XS8                 | 26 novembre 2009  | Mount Lemmon Survey          |
| 739840 | 2018 XG15                | 22 luglio 2012    | T. V. Kryachko, B. Satovskij |
| 739841 | 2018 XC16                | 16 novembre 2011  | Spacewatch                   |
| 739842 | 2018 XA18                | 4 marzo 2016      | Pan-STARRS                   |
| 739843 | 2018 XB18                | 4 dicembre 2008   | CSS                          |
| 739844 | 2018 XH18                | 5 maggio 2016     | Mount Lemmon Survey          |
| 739845 | 2018 XR28                | 4 dicembre 2018   | Mount Lemmon Survey          |
| 739846 | 2019 AY18                | 12 aprile 2010    | WISE                         |
| 739847 | 2019 AL20                | 3 gennaio 1997    | Spacewatch                   |
| 739848 | 2019 AY21                | 26 marzo 2009     | Spacewatch                   |
| 739849 | 2019 AT22                | 19 giugno 2010    | WISE                         |
| 739850 | 2019 AW24                | 13 novembre 2004  | CSS                          |
| 739851 | 2019 AA25                | 17 settembre 2009 | CSS                          |
| 739852 | 2019 AJ25                | 18 ottobre 2009   | Mount Lemmon Survey          |
| 739853 | 2019 AZ25                | 26 settembre 2003 | SDSS Collaboration           |
| 739854 | 2019 AJ26                | 10 maggio 2007    | CSS                          |
| 739855 | 2019 AN27                | 8 luglio 2003     | NEAT                         |
| 739856 | 2019 AZ28                | 17 luglio 2010    | WISE                         |
| 739857 | 2019 AG30                | 25 settembre 2012 | Mount Lemmon Survey          |
| 739858 | 2019 AD31                | 17 marzo 2015     | Pan-STARRS                   |
| 739859 | 2019 AR31                | 31 ottobre 2006   | Mount Lemmon Survey          |
| 739860 | 2019 AZ34                | 9 gennaio 2019    | Pan-STARRS                   |
| 739861 | 2019 AB36                | 11 gennaio 2008   | Spacewatch                   |
| 739862 | 2019 AP36                | 7 dicembre 2005   | Spacewatch                   |
| 739863 | 2019 AU36                | 18 maggio 2010    | WISE                         |
| 739864 | 2019 AZ36                | 1 febbraio 2009   | Mount Lemmon Survey          |
| 739865 | 2019 AE38                | 2 ottobre 2013    | Pan-STARRS                   |
| 739866 | 2019 AF39                | 16 dicembre 2007  | Mount Lemmon Survey          |
| 739867 | 2019 AJ43                | 16 ottobre 2014   | Mount Lemmon Survey          |
| 739868 | 2019 AL43                | 24 dicembre 2006  | Spacewatch                   |
| 739869 | 2019 AH44                | 13 novembre 2006  | Mount Lemmon Survey          |
| 739870 | 2019 AP44                | 5 dicembre 2007   | CSS                          |
| 739871 | 2019 AA52                | 14 gennaio 2019   | Pan-STARRS                   |
| 739872 | 2019 AC55                | 15 settembre 2017 | Pan-STARRS                   |
| 739873 | 2019 AK55                | 17 aprile 2015    | CTIO-DECam                   |
| 739874 | 2019 AJ59                | 7 gennaio 2019    | Pan-STARRS                   |
| 739875 | 2019 AM61                | 18 aprile 2015    | CTIO-DECam                   |
| 739876 | 2019 AF62                | 8 gennaio 2019    | Pan-STARRS                   |
| 739877 | 2019 AZ81                | 29 gennaio 2003   | SDSS Collaboration           |
| 739878 | 2019 AJ91                | 26 novembre 2014  | Pan-STARRS                   |
| 739879 | 2019 AR91                | 18 aprile 2015    | CTIO-DECam                   |
| 739880 | 2019 BL5                 | 1 agosto 2016     | Pan-STARRS                   |
| 739881 | 2019 BB7                 | 18 novembre 2008  | Spacewatch                   |
| 739882 | 2019 BO10                | 16 gennaio 2019   | Pan-STARRS                   |
| 739883 | 2019 CT6                 | 26 febbraio 2009  | Mount Lemmon Survey          |
| 739884 | 2019 CY7                 | 6 settembre 2008  | Spacewatch                   |
| 739885 | 2019 CN10                | 13 febbraio 2010  | WISE                         |
| 739886 | 2019 CK13                | 4 febbraio 2019   | Pan-STARRS                   |
| 739887 | 2019 CR26                | 9 febbraio 2019   | Mount Lemmon Survey          |
| 739888 | 2019 EV                  | 25 febbraio 2009  | SSS                          |
| 739889 | 2019 FB4                 | 2 febbraio 2006   | Spacewatch                   |
| 739890 | 2019 FD4                 | 7 gennaio 2006    | Spacewatch                   |
| 739891 | 2019 FX4                 | 27 marzo 2006     | SSS                          |
| 739892 | 2019 FG18                | 31 marzo 2019     | Mount Lemmon Survey          |
| 739893 | 2019 FG20                | 24 agosto 2011    | Pan-STARRS                   |
| 739894 | 2019 GT6                 | 25 aprile 2006    | Spacewatch                   |
| 739895 | 2019 GA7                 | 28 marzo 2010     | WISE                         |
| 739896 | 2019 GQ7                 | 2 novembre 2007   | Mount Lemmon Survey          |
| 739897 | 2019 GW7                 | 16 gennaio 2005   | Spacewatch                   |
| 739898 | 2019 GX7                 | 29 marzo 2012     | CSS                          |
| 739899 | 2019 GH8                 | 15 aprile 2010    | CSS                          |
| 739900 | 2019 GP8                 | 13 febbraio 2002  | Spacewatch                   |

## 739901–740000
| Nome   | Designazione provvisoria | Data di scoperta  | Scopritore                |
| ------ | ------------------------ | ----------------- | ------------------------- |
| 739901 | 2019 GP9                 | 23 marzo 2006     | Mount Lemmon Survey       |
| 739902 | 2019 GU13                | 21 febbraio 2002  | Spacewatch                |
| 739903 | 2019 GX16                | 14 settembre 1999 | Spacewatch                |
| 739904 | 2019 GL35                | 7 novembre 2005   | Osservatorio di Mauna Kea |
| 739905 | 2019 GY48                | 1 febbraio 2006   | Spacewatch                |
| 739906 | 2019 GZ49                | 3 aprile 2019     | Pan-STARRS                |
| 739907 | 2019 GF50                | 2 aprile 2019     | Pan-STARRS                |
| 739908 | 2019 GM50                | 2 aprile 2019     | Pan-STARRS                |
| 739909 | 2019 GR50                | 7 aprile 2019     | Pan-STARRS                |
| 739910 | 2019 GR52                | 6 aprile 2019     | Pan-STARRS                |
| 739911 | 2019 GP56                | 15 aprile 2019    | Mount Lemmon Survey       |
| 739912 | 2019 GH58                | 3 aprile 2019     | Pan-STARRS                |
| 739913 | 2019 GN58                | 3 aprile 2019     | Pan-STARRS                |
| 739914 | 2019 GO58                | 7 aprile 2019     | Pan-STARRS                |
| 739915 | 2019 GW69                | 3 aprile 2019     | Trilling, D.              |
| 739916 | 2019 GL73                | 4 aprile 2019     | Pan-STARRS                |
| 739917 | 2019 GY101               | 25 aprile 2015    | Pan-STARRS                |
| 739918 | 2019 GP114               | 10 agosto 2015    | Pan-STARRS                |
| 739919 | 2019 GW124               | 17 ottobre 2012   | Mount Lemmon Survey       |
| 739920 | 2019 GW177               | 2 aprile 2019     | Pan-STARRS                |
| 739921 | 2019 HX                  | 24 aprile 2014    | Mount Lemmon Survey       |
| 739922 | 2019 HZ                  | 6 novembre 2005   | Mount Lemmon Survey       |
| 739923 | 2019 HD3                 | 11 dicembre 2012  | Mount Lemmon Survey       |
| 739924 | 2019 HD5                 | 31 dicembre 2013  | Mount Lemmon Survey       |
| 739925 | 2019 JZ5                 | 17 gennaio 2010   | WISE                      |
| 739926 | 2019 JQ9                 | 4 marzo 2010      | Spacewatch                |
| 739927 | 2019 JD13                | 28 agosto 2016    | Mount Lemmon Survey       |
| 739928 | 2019 JK16                | 26 febbraio 2014  | Pan-STARRS                |
| 739929 | 2019 JM16                | 13 dicembre 2013  | PTF                       |
| 739930 | 2019 JF24                | 5 giugno 2016     | Pan-STARRS                |
| 739931 | 2019 JA59                | 2 maggio 2008     | Spacewatch                |
| 739932 | 2019 JY61                | 1 maggio 2019     | Pan-STARRS                |
| 739933 | 2019 JC62                | 12 maggio 2019    | Pan-STARRS                |
| 739934 | 2019 JD62                | 28 novembre 2005  | Spacewatch                |
| 739935 | 2019 JH63                | 5 maggio 2019     | CTIO-DECam                |
| 739936 | 2019 JL63                | 1 maggio 2019     | Pan-STARRS                |
| 739937 | 2019 JX65                | 2 maggio 2019     | Pan-STARRS                |
| 739938 | 2019 JS66                | 10 maggio 2019    | Pan-STARRS                |
| 739939 | 2019 JE75                | 8 maggio 2019     | Pan-STARRS                |
| 739940 | 2019 JW113               | 26 febbraio 2014  | Pan-STARRS                |
| 739941 | 2019 KO3                 | 23 ottobre 2013   | Pan-STARRS                |
| 739942 | 2019 KS4                 | 27 gennaio 2006   | Spacewatch                |
| 739943 | 2019 KG5                 | 29 marzo 2015     | Pan-STARRS                |
| 739944 | 2019 KA7                 | 6 novembre 2016   | Pan-STARRS                |
| 739945 | 2019 KH9                 | 4 maggio 2008     | Spacewatch                |
| 739946 | 2019 KR19                | 27 maggio 2019    | Pan-STARRS                |
| 739947 | 2019 KU19                | 29 maggio 2019    | Pan-STARRS                |
| 739948 | 2019 KW19                | 23 aprile 2014    | CTIO-DECam                |
| 739949 | 2019 KH26                | 18 aprile 2015    | CTIO-DECam                |
| 739950 | 2019 KB29                | 25 maggio 2019    | Pan-STARRS                |
| 739951 | 2019 LH                  | 24 dicembre 2011  | Mount Lemmon Survey       |
| 739952 | 2019 MA1                 | 9 febbraio 2008   | Mount Lemmon Survey       |
| 739953 | 2019 MK3                 | 30 aprile 2008    | Spacewatch                |
| 739954 | 2019 MS11                | 28 giugno 2019    | Pan-STARRS                |
| 739955 | 2019 MX11                | 28 giugno 2019    | Pan-STARRS                |
| 739956 | 2019 ML18                | 30 giugno 2019    | Pan-STARRS                |
| 739957 | 2019 MR18                | 30 giugno 2019    | Pan-STARRS 2              |
| 739958 | 2019 MY18                | 28 giugno 2019    | Pan-STARRS                |
| 739959 | 2019 MN28                | 24 settembre 2015 | Mount Lemmon Survey       |
| 739960 | 2019 NX                  | 26 gennaio 2006   | Spacewatch                |
| 739961 | 2019 NN27                | 28 luglio 2011    | Pan-STARRS                |
| 739962 | 2019 NK30                | 20 marzo 1999     | SDSS Collaboration        |
| 739963 | 2019 NL35                | 4 luglio 2019     | Pan-STARRS                |
| 739964 | 2019 NG37                | 4 luglio 2019     | Pan-STARRS                |
| 739965 | 2019 NG38                | 7 luglio 2019     | Pan-STARRS                |
| 739966 | 2019 NP38                | 5 luglio 2019     | Mount Lemmon Survey       |
| 739967 | 2019 NN51                | 29 giugno 2019    | Pan-STARRS                |
| 739968 | 2019 NZ58                | 2 luglio 2019     | Pan-STARRS                |
| 739969 | 2019 NP64                | 6 luglio 2019     | CTIO-DECam                |
| 739970 | 2019 NQ64                | 28 luglio 2015    | Pan-STARRS                |
| 739971 | 2019 NE78                | 11 settembre 2015 | Pan-STARRS                |
| 739972 | 2019 NJ78                | 2 luglio 2019     | Pan-STARRS                |
| 739973 | 2019 NL80                | 6 luglio 2019     | Pan-STARRS                |
| 739974 | 2019 NK82                | 27 luglio 2014    | Pan-STARRS                |
| 739975 | 2019 NZ82                | 7 luglio 2019     | Pan-STARRS                |
| 739976 | 2019 NQ86                | 21 marzo 2015     | Pan-STARRS                |
| 739977 | 2019 OE3                 | 26 settembre 2000 | SDSS Collaboration        |
| 739978 | 2019 OK4                 | 4 luglio 2005     | NEAT                      |
| 739979 | 2019 OW8                 | 27 agosto 2002    | NEAT                      |
| 739980 | 2019 OA9                 | 28 febbraio 2008  | Mount Lemmon Survey       |
| 739981 | 2019 OY12                | 24 marzo 2012     | Mount Lemmon Survey       |
| 739982 | 2019 OM15                | 29 agosto 2005    | NEAT                      |
| 739983 | 2019 OZ15                | 19 novembre 2003  | Spacewatch                |
| 739984 | 2019 OF18                | 17 novembre 2006  | Spacewatch                |
| 739985 | 2019 OP28                | 28 luglio 2019    | Pan-STARRS                |
| 739986 | 2019 OA39                | 28 luglio 2019    | Pan-STARRS                |
| 739987 | 2019 PJ7                 | 8 agosto 2019     | Pan-STARRS 2              |
| 739988 | 2019 PP7                 | 14 settembre 2014 | Mount Lemmon Survey       |
| 739989 | 2019 PJ13                | 25 agosto 2014    | Pan-STARRS                |
| 739990 | 2019 PA20                | 20 novembre 2009  | Mount Lemmon Survey       |
| 739991 | 2019 PQ28                | 29 ottobre 2005   | Spacewatch                |
| 739992 | 2019 PS28                | 10 aprile 2013    | Pan-STARRS                |
| 739993 | 2019 PR65                | 9 agosto 2019     | Pan-STARRS                |
| 739994 | 2019 QK10                | 13 febbraio 2008  | Spacewatch                |
| 739995 | 2019 QS10                | 20 ottobre 2007   | Spacewatch                |
| 739996 | 2019 QM20                | 1 novembre 2015   | Mount Lemmon Survey       |
| 739997 | 2019 RD17                | 10 novembre 1999  | Spacewatch                |
| 739998 | 2019 RG28                | 4 settembre 2019  | Mount Lemmon Survey       |
| 739999 | 2019 RM28                | 6 settembre 2019  | Pan-STARRS                |
| 740000 | 2019 RR28                | 5 settembre 2019  | Mount Lemmon Survey       |